# Cratere Dylan
Dylan  è un cratere sulla superficie di Europa.